# Уядибаш
Уядиба́ш (рос. Уядыбаш, башк. Уяҙыбаш) — присілок у складі Татишлинського району Башкортостану, Росія. Входить до складу Верхньотатишлинської сільської ради.
Населення — 26 осіб (2010; 44 у 2002).
Національний склад:
- башкири — 79 %

Стара назва — Уєдибаш.